# 下出民義
下出 民義（しもいで たみよし、文久元年12月8日〈1862年1月7日〉 - 1952年〈昭和27年〉8月16日）は、明治から昭和初期にかけて活動した日本の実業家・政治家・教育者である。
和泉国（大阪府）出身。愛知県で石炭商として開業し、実業家福澤桃介の知遇を得て主として中京地方において電気事業を経営した。政治家としては名古屋市会議員、衆議院議員、貴族院多額納税者議員を歴任。また私財を投じて東邦商業学校（現・東邦高等学校）を創設した。実業家・政治家の下出義雄は長男。

## 経歴

### 生い立ちと教員生活
下出民義は文久元年12月8日（新暦：1862年1月7日）、和泉国南郡岸和田城下（現・大阪府岸和田市）に生まれた。幼名は「梅吉」で、「民義」は明治に入ってからの名である。父の喜多蔵（明治に入り民翁を名乗る）は岸和田で宇治茶と道具類を扱う商人であった。家族は兄の松蔵と4人の姉がいた。1874年（明治7年）、堺にあった河泉学校（後の堺師範学校）に入学し、当時校長であった土屋弘（土屋鳳洲）の下で学ぶ。翌年3月、小学校の教員（四等助教）となった。
郷里の小学校で3年ほど勤めた後辞職し、大阪にて師範学校の試験を受けるが落第。教員への復帰を願い出て加賀田（現・河内長野市）の学校へ赴任した。次いで上京し、陸軍士官学校を受験するがこれも落第。郷里に帰った後加賀田の学校に復帰し、2年ほどで岸和田の学校に転ずる。この頃より政治家を目指して法律の勉強を始め、ほどなくして再び大阪に出て、小学校に勤めながら関西法律学校（関西大学の前身）に通うようになった。同校には2年ほど通い、その間に安治川小学校の校長にまで昇進していた。

### 石炭商に転身
下出が校長として勤めていた安治川小学校の関係者に、同地で石炭商を営む西井直次郎という人物がいた。西井は他の有力な資本家達と新たに石炭会社「有限責任大阪石炭会社」を設立する。大阪府の資料によれば同社は大阪市北区安治川通南一丁目に位置し、資本金10万円、1887年（明治20年）8月に許可を受けて同年11月に開業した。社長の井上仁兵衛は大阪の酒造家であった。下出はこの大阪石炭会社に定款の作成など手を貸していたところ、同社への入社を勧められた。誘いを機に下出は安治川小学校を辞し、大阪石炭会社に入社、事務一切を取り仕切ることとなった。大阪石炭会社では、九州から大阪や神戸に輸送されてきた石炭を、自社で雇った汽船に積み替えて東京へ運搬し、東京の石炭商へ販売する、という事業を手がけた。
大阪石炭会社は数年で解散したが、解散後1889年（明治22年）4月に協力者だった西井直次郎の妹あいと結婚。その後西井のつてで名古屋紡績（名古屋市正木町にあった）の祖父江重兵衛や当時愛知県の役人だった渡辺平四郎と知り合い、彼らの斡旋で名古屋の財界人から3000円の資金を借り入れて名古屋にて事業を起こすこととなった。そして同年9月、港のある愛知郡熱田町（1907年名古屋市に編入）の内田町に家を借り「愛知石炭商会」を開く。愛知石炭商会では九州の石炭を扱い、名古屋紡績のほか熱田にあった尾張紡績やセメント工場に納入した。紡績会社へは当初一般的な塊炭を納入していたが、鉄道局向けの塊炭を選別する際にふるい落とされる粉炭に目をつけ、これを取り寄せて紡績会社へと販売し始めた。粉炭の好調な売れ行きに下出は営業の自信をつけたという。
1895年（明治28年）8月、自身と祖父江重兵衛・渡辺平四郎を業務担当社員とする資本金2万円の「合資会社愛知石炭商会」を設立する。さらに名古屋紡績で岡谷惣助が会長となった際に岡谷の依頼で同社支配人に就任するが、社内で花井畠三郎や祖父江・渡辺らが対立する中で板挟みとなり辞任した。合資会社愛知石炭商会は1900年（明治33年）10月に解散。下出は名古屋紡績関係者から借りていた資金はすべて返して独立した石炭商となり、後に名古屋の資本家たちとは絶縁した。事業については、蔵内次郎作に融資し蔵内の九州峰地炭鉱の石炭を引き受けて、これを鉄道局へと納入し始めた。当時鉄道局への納入は一等炭を納入できる業者に限られていたが、下出は開業から10年に満たない間に鉄道局の石炭入札に参加できるようになっていた。
鉄道局の石炭入札には、北海道にて炭鉱や鉄道を経営する北海道炭礦鉄道（後の北海道炭礦汽船）も参加していた。下出はこの北海道炭礦鉄道の石炭を扱うこととなり、1899年（明治32年）頃より伊勢湾沿岸の地方へと販売し始めた。同社には当時、後に共同で電気事業を行うことになる福澤桃介が在籍しており、福澤が北海道より転任し東京にて売炭係主任となった1891年（明治24年）頃、石炭取引の関係から福澤と知り合った。1904年（明治37年）に日露戦争が勃発すると各地の船舶が徴用されて石炭を運搬する船舶が欠乏したが、福澤がスウェーデンの船舶3隻を借り入れて石炭運搬に充てたためこれの恩恵を受け、盛んに紡績会社へと売り込んで利益を得た。

### 電気事業に参加

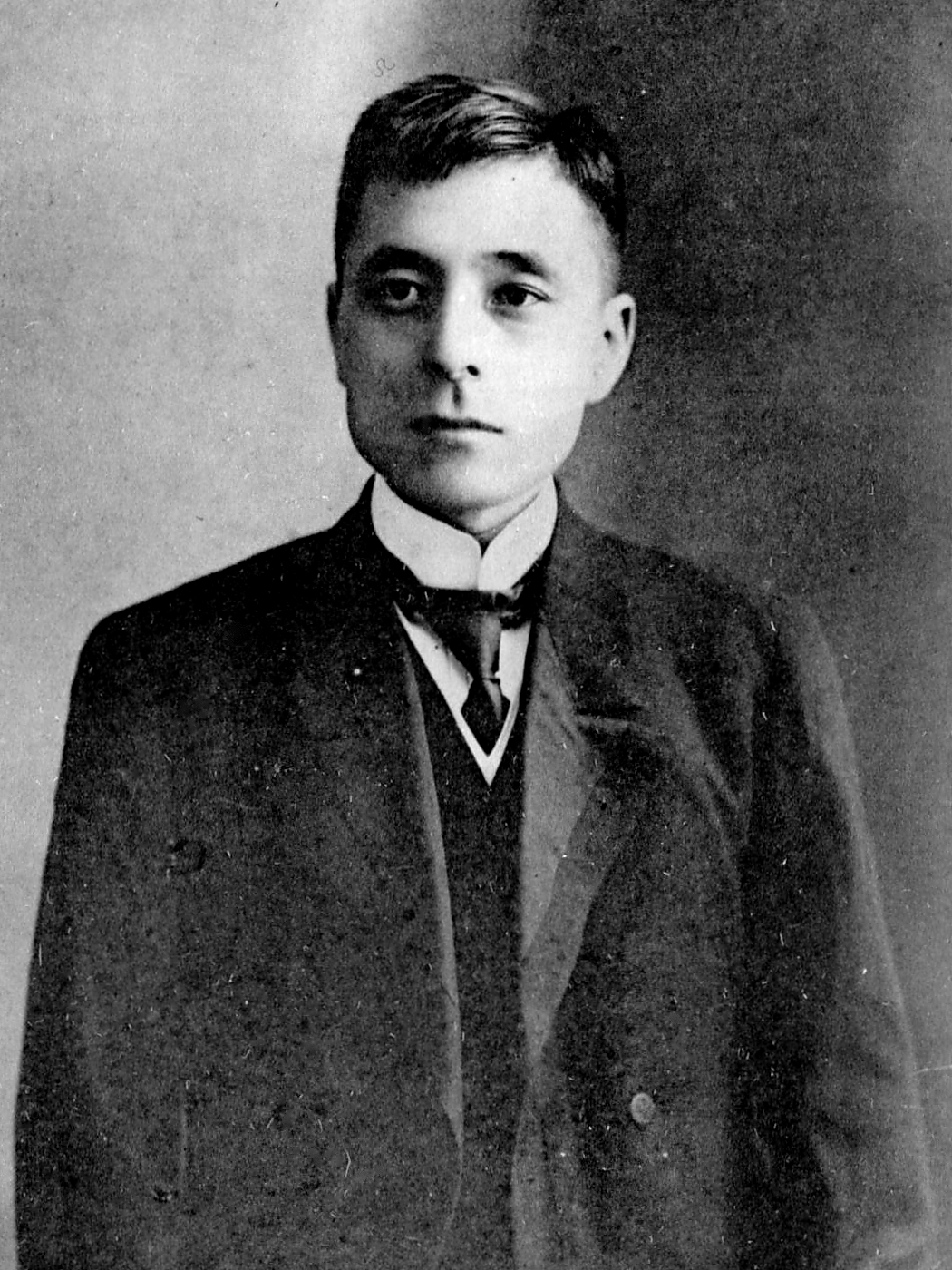
福澤桃介

下出が愛知石炭商会を開業した1889年、名古屋市において名古屋電灯という電気事業者が開業した。旧尾張藩出身の士族三浦恵民が代表を務め、資本金7万円余り、発電所出力100キロワットで事業を始めた同社は、競合会社を合併するなど順次規模を拡大。1907年（明治40年）に東海電気（旧・三河電力）の合併と増資を行って資本金を525万円とし、さらに1910年（明治43年）には岐阜県にて長良川を開発し出力4200キロワットの長良川発電所を建設した。
名古屋電灯が規模を拡大しつつあったころ、福澤桃介は北海道炭礦鉄道を辞職し、株式相場にて得た資金を電気事業や紡績業など各種企業に投資していた。新事業を探る福澤は1907年、ヨーロッパにおいて水力発電所からの長距離送電が成功したことを知り、友人となっていた下出に手紙を出して名古屋周辺で水力発電に有利な地点を探査してほしいと依頼する。これに対して下出は、増資に際して引き受け先がなく宙に浮いていた名古屋電灯の株式5000株を買収するよう提案したが、福澤は応じなかった。しかし福澤は先に同社の経営を検査していた三井銀行名古屋支店長の矢田績から勧誘されると名古屋電灯への投資を決め、1909年（明治42年）3月より株式を買収し始めて1年余りで1万株を持つ筆頭株主に躍り出た。株式買収とともに経営にも関与し、顧問となったのを皮切りに相談役、取締役と昇進して1910年（明治43年）5月には常務取締役に選出されるに至った。
福澤は一時期常務を辞任して経営から退くが、経営刷新を求める声に推されて1913年（大正2年）1月常務に復帰する。この直前の1912年（大正元年）12月、名古屋電灯の定時株主総会にて取締役全員辞任の上改選することとなり、役員指名を一任された福澤は新取締役7名を指名。このとき下出民義も新取締役に選出された。下出にとってこれが表立って電気事業に関係した最初の出来事であった。当時まだ常務ではなかったものの、福澤の不在中には代行して社務を見るのが通例となった。

### 名古屋電灯副社長

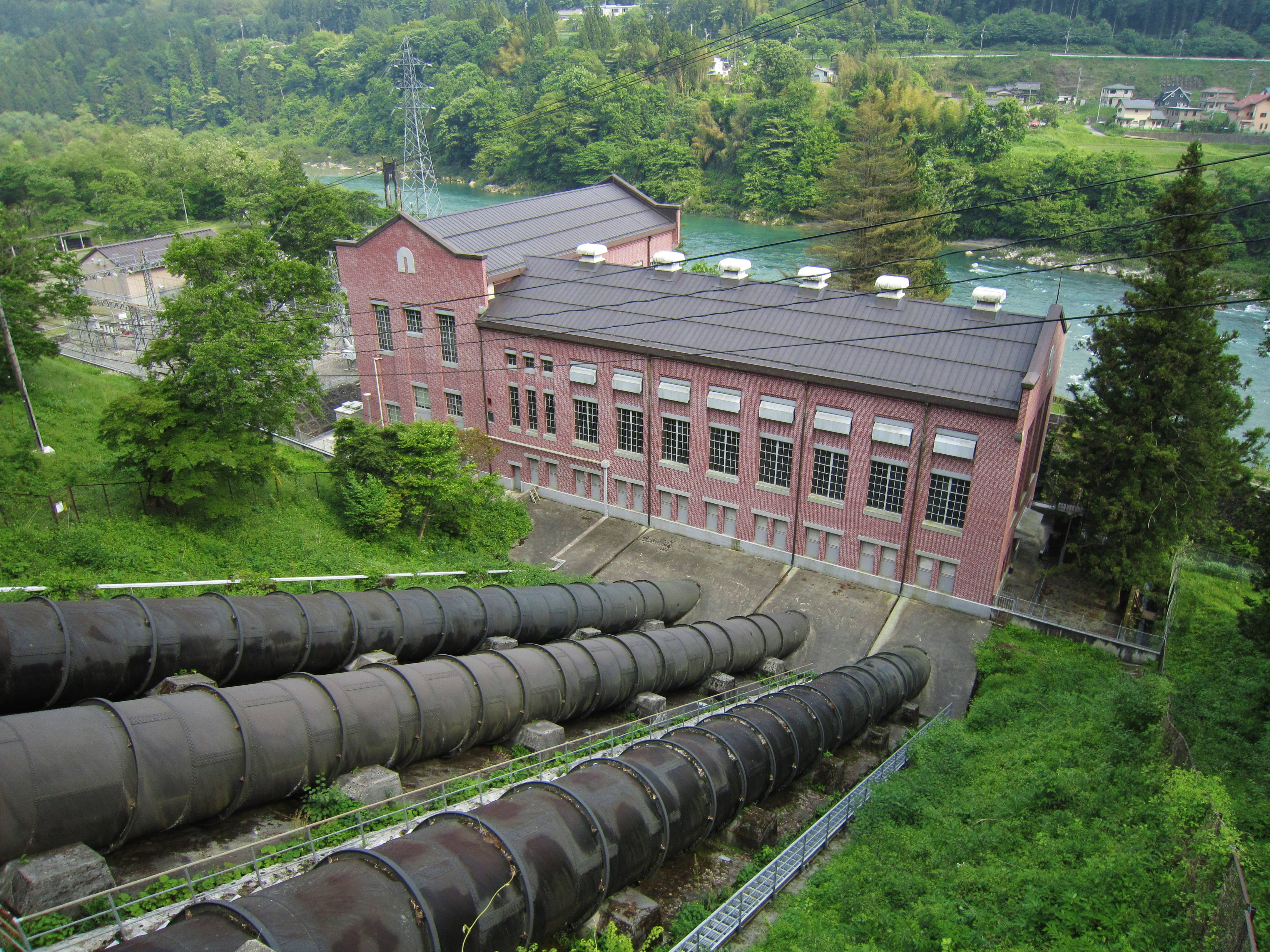
木曽電気興業が起工した木曽川大桑発電所（長野県）。発電所付近には下出の名にちなむ「下出橋」があった。

名古屋電灯にて下出が福澤とともに活動を始めつつあった1913年秋、名古屋電灯社長で元名古屋市長の加藤重三郎らが遊廓移転にからむ疑獄事件で起訴された。加藤らは最終的に無罪となるが、その間、名古屋電灯では社務を執れなくなった加藤に代わって1913年9月に福澤を社長代理に指名。さらに同年12月加藤が取締役社長を辞任すると翌1914年（大正3年）12月福澤桃介を後任社長に選出した。一方下出は、福澤が社長代理となると不在時の常務代理を委託され、福澤が社長に昇格するとともに取締役から常務取締役に昇格した。次いで1918年（大正7年）2月、定款の改訂により副社長の職が新設されると下出が副社長に就任している。福澤は名古屋電灯社長就任後も本拠地は東京のままで、会社の人事と金融を担当。一方で日常の業務のほとんどは下出が担当し、時折上京して福澤と連絡しつつ代行した。
1916年（大正5年）8月、余剰電力を活用してフェロアロイ（合金鉄）などを製造するため電気製鋼所（後の木曽川電力、特殊鋼メーカーである大同特殊鋼の前身の一つ）が名古屋電灯の出資で設立されると、下出は同社の初代取締役社長に推された。ただし、もっぱら事業経営の画策にあたったのは、同事業を企画し常務取締役に就任した名古屋電灯顧問の寒川恒貞で、下出は社業の見通しがついたとして翌1917年（大正6年）9月取締役社長から退き相談役となった。後任社長は福澤桃介が兼任することとなり、下出はその下に長男の義雄を取締役兼支配人として入社させた。
電気製鋼所の設立に続いて1918年9月、名古屋電灯などの出資により資本金1700万円にて木曽電気製鉄が設立され、木曽川・矢作川における電源開発事業などがこの新会社に移された。同社は福澤が社長を兼任し、下出もまた副社長に就任した。木曽電気製鉄（1919年以降は木曽電気興業と称す）は発足後、名古屋電灯から建設を引き継いだ木曽川の賤母発電所を1919年（大正8年）に完成させるなど、順次電源開発事業を展開していく。さらにこの電力を関西地方へと送電すべく同地方の電鉄会社京阪電気鉄道と共同し、資本金2000万円の大阪送電を1919年11月に設立、関西進出への準備に着手した。この大阪送電の社長も福澤が兼任し、木曽電気興業から下出と増田次郎、京阪から太田光熈らが常務取締役となった。
名古屋電灯関連以外では、1917年6月、愛知県の鉄道会社愛知電気鉄道（名古屋鉄道の前身）にて取締役社長を辞任した福澤桃介の補欠として取締役に選出された。翌1918年5月には名古屋商業会議所の役員にも就任（工業副部長。1921年4月まで在職）。さらに1919年6月に北陸地方での電源開発を目指し福澤らの発起で白山水力が設立されると、下出も取締役の一員となった。信託事業の起業にも創立委員長として加わって1919年11月名古屋信託の発足とともに初代取締役社長に就いた（ただし1922年7月取締役を辞任）。また自身の石炭商事業については、1917年12月、資本金5万円で再び合資会社愛知石炭商会を設立している（ただし当初から有限責任社員）。

### 政界入り
事業の一方、1913年10月実施の第9回名古屋市会議員選挙にて当選した。市会議員となった下出は会社と名古屋市の間に立って意思疎通に努めた。1917年10月実施の第10回市会議員選挙で再選され、市会議員は1921年（大正10年）10月の任期満了まで2期8年務めている。在任中の1913年11月から1917年11月にかけては名古屋市参事会の構成員たる市参事会員にも選ばれた。市会では当時、下出以外にも名古屋電灯関係者が多数市会に在籍しており、下出を含め立憲政友会系の同社関係者である大喜多寅之助（議長の後市長就任）・青山鉞四郎（大喜多の後任議長）・加藤重三郎（元社長）らのグループは「電政派」と呼ばれた。このグループは市政掌握を狙って議長や市長の座を狙うが、1921年6月に現職市長佐藤孝三郎への不信任案を可決し大喜多を議長から市長に就任させると、市政運営について野党や市民からの強い批判を招くことになる。
市会議員在任中の1920年（大正9年）5月10日に行われた第14回衆議院議員総選挙では立憲政友会公認候補として愛知県第4区（西春日井郡・定員2人）より出馬し当選、初めて衆議院議員となった。任期中の1924年（大正13年）1月、立憲政友会が分裂して政友本党が結成されると下出も加藤重三郎らと政友本党へと移る。しかしその直後の1月31日に衆議院が解散され、失職した。
衆議院議員在任中、本拠の名古屋電灯とその周辺では会社の再編が進行していた。まず1921年2月、下出も関係する大阪送電・木曽電気興業と山本条太郎率いる日本水力が合併し、資本金1億円の大同電力が発足した。大同電力社長には福澤桃介が就任したが（以降1928年まで在職）、副社長には日本水力から宮崎敬介が入り、下出は副社長・常務からも退いて取締役となった。次いで同年10月、名古屋電灯が奈良県の関西水力電気と合併し関西電気株式会社（本社名古屋市）へと姿を変えた。この関西電気でも名古屋電灯時代に引き続き福澤桃介が社長、下出が副社長を務めたが、12月、初めての定時株主総会の席において福澤と下出は取締役社長および取締役副社長を同時に辞職した。同時代の名古屋の実業家青木鎌太郎によると、福澤・下出らが退陣したのは、市会における電政派の問題の責任をとったことも理由にあった模様であるという。
関西電気の後任社長には福岡県の九州電灯鉄道にて社長を務める伊丹弥太郎が、後任副社長には同社常務取締役の松永安左エ門がそれぞれ就任。翌1922年（大正11年）には関西電気と九州電灯鉄道の合併が成立し、同年6月に関西電気が改称する形で中京地方と九州地方を供給区域とする資本金1億円超の電力会社東邦電力株式会社（本社東京）が発足した。

### 東邦商業学校創設

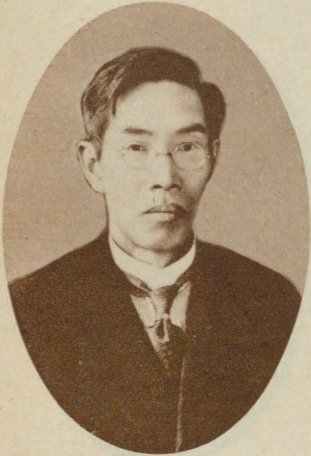
東邦商業学校初代校長大喜多寅之助

財界活動の中心基盤であった関西電気副社長から退任するなど実業界からやや離れ余裕を得た下出は、晩年の事業として教育事業に傾注することとなった。このため衆議院総選挙への再出馬を断念した上で副社長退任時の退職金を学校設立基金に投入し、自ら設立者および校主となって学校の設立認可を受けて1923年（大正12年）4月、名古屋市に東邦商業学校（東邦高等学校の前身）を開校した。
学校の初代校長には同じ「電政派」の市会議員であった大喜多寅之助を招き、電気製鋼所支配人をすでに退任していた長男の義雄に加えて豊田利三郎を同校理事に任じた上、教員も下出の人脈により各方面から著名人を集めた。下出は後に東邦商業学校について「過去の永き経験に徴し、現代社会の求むる着実なる実業青年を養成し以て社会的報恩の一端に資する希望の下に創立した」と語っている。
財界においては、1923年1月、名古屋株式取引所の役員改選にて初めて理事に選ばれて理事長に就任した。ただし在任期間は短く、翌1924年12月の改選で前任者高橋彦次郎が理事長に復帰して下出は相談役へと下がった。また1924年10月、近藤繁八が創業した名古屋紡績（1918年3月設立）にて福島県の橋本萬右衛門らとともに取締役となった。同社は名古屋と新潟・郡山（福島県）に工場を構えた紡績会社で、1920年10月から下出義雄が専務取締役を務めていたが、関東大震災以降経営難に陥っていた。下出らを迎えた名古屋紡績は以後減資など会社の整理に努めた。

### 貴族院議員と晩年
愛知県選出貴族院多額納税者議員の補欠選挙（森本善七死去に伴う）が1928年（昭和3年）8月19日に行われた際、下出は151票を得て当選し、その結果9月13日付で貴族院議員に任命された。1932年（昭和7年）9月の改選では磯貝浩とともに無投票で再選。7年後、1939年（昭和14年）9月の改選でも同じく磯貝とともに無投票で再選された。貴族院議員は最終的に太平洋戦争後、1947年（昭和22年）5月の貴族院廃止まで19年にわたり務めている。所属会派は交友倶楽部。下出は貴族院において、国会会期中は毎日欠かさず出席したという。
貴族院議員時代、電力業界では会社設立以来関係のある大同電力にて1931年（昭和6年）6月取締役から常任監査役へと転じた。旧日本水力系の重役や京阪電気鉄道の太田光熈が福澤桃介の後任社長増田次郎（1928年就任）を監督する必要があるとして、下出を無理に常任監査役に据えたという。常任監査役には大同電力が国策電力会社日本発送電へと資産を移管し解散する1939年4月まで在任した。そのほか、取締役を務める白山水力は1933年（昭和8年）2月に矢作水力へと合併されたが、同年6月昭和電力の監査役に選ばれた。昭和電力は北陸地方での事業を担当する大同電力の傍系会社である。しかし同社も1939年10月大同電力の後を追い日本発送電へ合併された。
電力業界以外では、1929年（昭和4年）11月、1917年以来務める愛知電気鉄道の取締役を辞任した。一方、1924年より取締役を務める名古屋紡績では橋本萬右衛門の後任として社長に就任する。以後、1937年（昭和12年）9月に日東紡績へと合併されるまで名古屋紡績取締役社長を務めた。1931年2月には下郷伝平率いる仁寿生命保険の取締役に就任。仁寿生命保険では1940年（昭和15年）2月に監査役へと移ったが、直後に野村生命保険（後の東京生命保険）との合併が決まったため合併手続き中の同年8月に監査役から退いた。これら以外には、1936年2月から1939年6月にかけて増田次郎率いる鉱山開発会社日本精鉱の取締役も務めた。
学校関連では、戦時下の1942年（昭和17年）2月に東邦商業学校の経営主体として「財団法人下出教育報効団」（後に「財団法人下出教育財団」に改称）が認可を受けた。設立者・理事長は長男の義雄であったが、戦後の1946年（昭和21年）11月に下出が理事長となった。東邦商業学校と旧制東邦中学校（1946年創立）は戦後の学制改革に伴い東邦中学校および東邦高等学校に改められる。これら「東邦学園」の創立30周年（1953年）を前にした1952年（昭和27年）8月16日、教育財団理事長在任のまま名古屋市中区南大津通の自邸にて死去した。90歳没。

## 主な役職
議員
- 名古屋市会議員 ： 1913年10月当選、1917年10月再選、1921年10月満期退任
- 衆議院議員 ： 1920年5月当選、1924年1月解散失職
- 貴族院多額納税者議員 ： 1928年9月就任、1947年5月退任

電力会社役員
- 名古屋電灯取締役 ： 1912年12月就任（1914年12月より常務、1918年2月より副社長）、1921年10月退任（関西電気となる）
- 関西電気取締役副社長 ： 1921年10月就任、同年12月辞任
- 木曽電気興業取締役副社長 ： 1918年9月就任、1921年2月退任（大同電力へ合併）
- 大同電力取締役 ： 1919年11月就任、1931年6月退任
  - 大阪送電時代の1919年11月から1920年11月までは常務取締役。
- 大同電力常任監査役 ： 1931年6月就任、1939年4月会社解散
- 白山水力取締役 ： 1919年6月就任、1933年2月退任（矢作水力へ合併）
- 昭和電力監査役 ： 1933年6月就任、1939年10月退任（日本発送電へ合併）

その他会社役員
- 電気製鋼所取締役社長 ： 1916年8月就任、1917年9月辞任
- 愛知電気鉄道取締役 ： 1917年6月就任、1929年11月辞任
- 名古屋株式取引所理事長 ： 1923年1月就任、1924年12月退任
- 名古屋紡績取締役 ： 1924年10月就任、1937年9月退任（日東紡績へ合併）
  - 1930年代は取締役社長を務める。
- 仁寿生命保険取締役 ： 1931年2月就任、1940年2月退任

## 栄典
- 1934年（昭和9年）4月29日 - 貴族院議員として勲四等瑞宝章・昭和六年乃至九年従軍記章受章[75]。
- 1941年（昭和16年）9月11日 - 紺綬褒章受章（日中戦争に関し名古屋市恤兵・遺族慰問資金として1万円を寄付したため）[76]。
- 1942年（昭和17年）5月12日 - 勲三等瑞宝章受章[77]。
- 1952年（昭和27年）8月16日 - 正五位に叙され勲三等旭日中綬章受章[78]。

## 人物

### 人物評
融通のきかない人物であったという。名古屋電灯の秘書を務めていた西園寺源介は下出存命中の1936年に以下のように語っている。
「電気製鋼所の株券を印刷した時、名古屋電灯でもやってゐる通り社印、社長印は石版にして印刷しようとしたところが下出社長は「社印はよいが社長印はそれではいけない、全部手捺しにせよ」との事だったのです、私は当時名古屋電灯の秘書で社印と社長印を保管してをった関係上、製鋼所の社印も保管してゐましたから私が一万枚近い株券に一々社長印を捺さねばならぬ、この親爺うるさい事を云うと思ったが命令であるので致方なしに観念して捺しましたが、今考へて見るとこの石部金吉主義が下出さんの全貌だらうと思ふのです」—西園寺源介、『株式会社大同電気製鋼所要覧』178頁

### 家族・親族

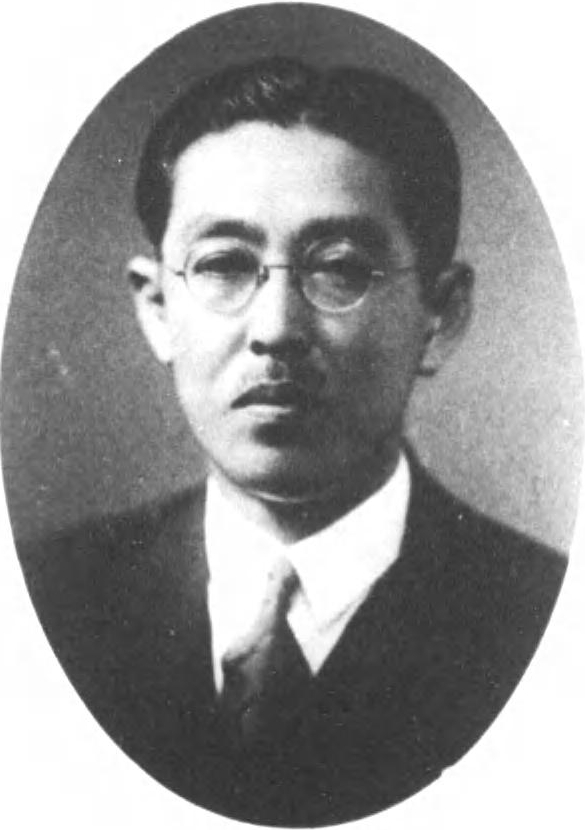
長男の下出義雄

長男の下出義雄は実業家となり大同製鋼（現・大同特殊鋼）第4代社長のほか名古屋商工会議所副会頭・衆議院議員などを務めた。義雄の妻・サダ（1893年生）は東洋紡績社長斎藤恒三の長女。
三男の下出隼吉は1897年（明治30年）生まれ。東京帝国大学文学部・同大学院を出てさらに経済学部も卒業して明治学院講師に就任したが1931年（昭和5年）5月早世した。隼吉の妻・朝子（1900年生）は銕川吉兵衛（大阪の真綿・蚊帳商）の次女。
四男の下出重喜は1900年（明治33年）生まれ。名古屋紡績から日東紡績へと転じて同社常務取締役に選ばれたが、1945年（昭和20年）9月、応召中ビルマで戦死した。重喜の妻・あき（1908年生）は岡田藤吉（百五銀行常務）の五女。
女子のうち長女・籌（1903年生）は銕川吉兵衛の次男・佐一に、二女・磯子（1905年生）は岡田藤吉の三男・達三郎（住友銀行社員）に嫁いだ。

## 自伝
- 『下出民義自伝』 - 編者尾崎久弥。1941年頃より口述を纏める。下出や編者の死去後、『東邦学園五十年史』の別冊付録として1978年に刊行。その後2013年の東邦学園90周年に合わせて復刻刊行。